# یو ایل
یو ایل (کره‌ای: 유일؛ زادهٔ پارک سانگ ایل در ۱۱ ژانویه ۱۹۹۰) بازیگر اهل کره جنوبی است.
در سال ۲۰۰۹، او حرفه خود را به عنوان یکی از اعضای ورایتی شوی Allzzang Generation آغاز کرد. او لیدر گروه بازیگر سورپرایز تشکیل شده توسط فنتجیو، از سال ۲۰۱۳ تا زمان منحل شدن گروه در سال ۲۰۲۰ بود.